# Стефі Баум
Стефі Баум (народилася 11 грудня 1958 року в Чикаго, штат Іллінойс) — американська жінка-астроном. Американське астрономічне товариство вшанувало її роботу, присудивши їй Премію імені Енні Джамп Кеннон в галузі астрономії в 1993 році. Баум допомогла розробити телескоп Хаббл і, починаючи з 2004 року, була директором Рочестерського інституту технологій.

## Дитинство та юність
Баум народилася в Чикаго, штат Іллінойс, 11 грудня 1958 року. Дочка математика Леонарда Баума. Навчалася в Прінстонській державній середній школі в Прінстоні, штат Нью-Джерсі, яку закінчила в 1976 році. Баум отримала ступінь бакалавра з фізики в Гарвардському університеті, який закінчила з відзнакою, а також докторський ступінь з астрономії в Університеті Меріленду. В даний час Стефі Баум є деканом факультету наук і професором фізики та астрономії в Університеті Манітоби.

## Кар'єра
Баум займає посаду декана факультету наук в Університеті Манітоби і є професором фізики та астрономії. До цього вона отримувала стипендію Cashin в Інституті підвищення кваліфікації Radcliffe з вересня 2011 року по липень 2012 року. У 2002 р. Стефі Баум стала старшим науковим співробітником / Дипломатія на Державний департамент США та Американського інституту фізики програми Дипломатія Fellow. Баум була керівником відділу інженерних та програмних послуг на STScl з 1999 по 2002 рік. У 1999 році вона також обіймала посаду заступника відділу науки і техніки. З 1996 по 1998 рік Баум була керівником відділу спектрографії, STScl. З 1991 по 1995 роки — архівним співробітником у STScl. У 1990—1991 роках Стефі Баум отримувала стипендію в Університеті Джона Гопкінса. З 1987 по 1990 рік вона проводила астрономічні дослідження в Нідерландському Фонді досліджень з астрономії, Двінгелоо, NL.

## Нагороди
Упродовж своєї кар'єри Баум отримала багато нагород, у тому числі:
- 1993: Премія імені Енні Джамп Кеннон в галузі астрономії[5]
- 1993: Нагорода за досягнення в науковому інституті космічного телескопа, розробка / розгортання архіву[9]
- 1993: Науковий інститут космічного телескопа, індивідуальна нагорода за досягнення, розробка / розгортання архіву[9]
- 1996: Нагорода за досягнення в галузі наукового інституту космічного телескопа, проект з якості даних[8]
- 1996: Науковий інститут космічного телескопа, індивідуальна нагорода, космічний телескоп, спектрограф[9]
- 1996: Нагорода за досягнення в науково-дослідному інституті космічного телескопа, Команда космічного телескопа[9]
- 1999: Нагорода НАСА, космічний телескоп Хаббл (3А)[8]
- 1999: Нагорода Rolex Achievement
- 2002: Індивідуальна нагорода від науукового інституту космічного телескопа, за управління і лідерство[6]
- 2002/2003: Американський інститут фізики — стипендія Державного департаменту США[8]
- 2005: Рочестерський технологічний інститут Million Dollar Club — для забезпечення більш ніж 1 мільйона доларів у зовнішніх грантах та контрактах[9][11]